# Plastic Hearts (canción)
«Plastic Hearts» —en español: Corazones de Plástico— es una canción de la cantante estadounidense Miley Cyrus para su séptimo álbum de estudio Plastic Hearts (2020). Fue escrita por Cyrus, Ryan Tedder, Ali Tamposi, Andrew Wotman y Louis Bell mientras que la producción fue dirigida por los dos últimos.

## Recepción crítica
La introducción de la canción fue comparada con «Sympathy for the Devil» de The Rolling Stones tanto por Echowaze Magazine como por el sitio web A Bit of Pop Music, mientras que este último declaró que su letra referenciaba a la canción «California Dreamin'» de The Mamas & the Papas.

## Presentaciones en directo
La canción fue interpretada por primera vez en el especial Backyard Sessions, lanzado exclusivamente para Apple Music como una edición especial del álbum homónimo. La canción fue interpretada el 1 de diciembre de 2020 en el especial de Navidad Amazon Music Holiday Plays junto con «Midnight Sky», «Prisoner» y un cover de «Last Christmas» de Wham!.

## Video lírico
Posterior al lanzamiento del álbum Plastic Hearts, se comenzó a hacer viral un reto en TikTok llamado "If Miley Cyrus comments, I'll do x" —en español: "Si Miley Cyrus comenta, haré x [cosa]"—, el cual consistía en hacer determinada cosa si es que la cantante comentaba en el video. Una vez que Cyrus comentaba, la persona subía un nuevo video cumpliendo el reto utilizando la canción «Plastic Hearts» de fondo.
Como forma de agradecimiento, Cyrus el 21 de diciembre de 2020 publicó un video con la letra de la canción acompañada de los retos de TikTok, dando las gracias también a quienes colaboraban para combatir la pandemia de COVID-19 y al final de este video la cantante llama "superestrellas" a las personas del reto.

## Posicionamiento en listas
| País (Lista 2020-2021)                        | Mejor posición | Ref    |
| --------------------------------------------- | -------------- | ------ |
| Canadá (Canadian Hot 100)                     | 83             | [ 8 ]  |
| Estados Unidos (Hot Rock & Alternative Songs) | 8              | [ 9 ]  |
| Estados Unidos (Rock Digital Song Sales)      | 7              | [ 10 ] |
| Estados Unidos (Rock Streaming Songs)         | 11             | [ 11 ] |
| Global 200 (Billboard)                        | 174            | [ 12 ] |
| Global Excl. U.S. (Billboard)                 | 197            | [ 13 ] |
| Irlanda (IRMA)                                | 48             | [ 14 ] |
| Reino Unido (UK Singles Chart)                | 96             | [ 15 ] |

## Certificaciones
| País (Organismo certificador) | Certificaciones | Ventas certificadas | Ref.   |
| ----------------------------- | --------------- | ------------------- | ------ |
| Australia (ARIA)              | Oro             | 35 000              | [ 17 ] |
| Brasil (Pro-Música Brasil)    | Platino         | 40 000              | [ 18 ] |
| Estados Unidos (RIAA)         | Oro             | 500 000             | [ 19 ] |
| Noruega (IFPI)                | Oro             | 30 000              | [ 20 ] |
| Nueva Zelanda (RMNZ)          | Oro             | 15 000              | [ 21 ] |